# Doris De Agostini
Doris De Agostini-Rossetti (* 28. April 1958 in Airolo als Doris De Agostini; † 22. November 2020) war eine Schweizer Skirennfahrerin.

## Biografie
Doris De Agostini erreichte ihren ersten Weltcupsieg in einem Neuschneerennen 1976 bei den Silberkrugrennen in Bad Gastein. Es dauerte fünf Jahre, ehe sie beim Goldschlüsselrennen in Schruns einen weiteren Erfolg in ihrer Spezialdisziplin Abfahrt feiern konnte.
In den Saisons 1980/81 und 1981/82 belegte sie jeweils den zweiten Platz im Abfahrtsweltcup (hinter Marie-Theres Nadig bzw. Marie-Cécile Gros-Gaudenier). In der Saison 1982/83 gewann sie den Abfahrtsweltcup. Sie gewann insgesamt acht Weltcuprennen und klassierte sich in 25 weiteren Rennen unter den ersten Zehn.
Bei den Skiweltmeisterschaften 1978 in Garmisch-Partenkirchen wurde sie Dritte in der Abfahrt, hinter Annemarie Moser-Pröll und Irene Epple. Ende der Saison 1982/83 erklärte sie nach dem fünften Platz in der Abfahrt von Mont-Tremblant ihren Rücktritt vom Spitzensport. Sie wurde daraufhin zur Schweizer Sportlerin des Jahres erkoren.
De Agostini war mit dem Eishockeyspieler Luca Rossetti verheiratet, mit ihm hatte sie zwei Kinder. Sie starb im Alter von 62 Jahren nach kurzer schwerer Krankheit.

## Erfolge

### Weltmeisterschaften
- Garmisch-Partenkirchen 1978: 3. Abfahrt
- Schladming 1982: 7. Abfahrt

### Weltcupwertungen
Doris De Agostini gewann einmal die Disziplinenwertung in der Abfahrt.
| Saison  | Gesamt | Gesamt | Abfahrt | Abfahrt | Kombination | Kombination |
| Saison  | Platz  | Punkte | Platz   | Punkte  | Platz       | Punkte      |
| ------- | ------ | ------ | ------- | ------- | ----------- | ----------- |
| 1975/76 | 24.    | 25     | 11.     | 25      | –           | –           |
| 1976/77 | 28.    | 15     | 12.     | 15      | –           | –           |
| 1977/78 | 14.    | 37     | 5.      | 51      | –           | –           |
| 1978/79 | 42.    | 33     | 16.     | 33      | –           | –           |
| 1979/80 | 21.    | 42     | 8.      | 47      | –           | –           |
| 1980/81 | 13.    | 110    | 2.      | 110     | –           | –           |
| 1981/82 | 16.    | 84     | 2.      | 84      | –           | –           |
| 1982/83 | 10.    | 96     | 1.      | 106     | 31.         | 1           |

### Weltcupsiege
| Datum             | Ort                  | Land       | Disziplin |
| ----------------- | -------------------- | ---------- | --------- |
| 21. Januar 1976   | Bad Gastein          | Österreich | Abfahrt   |
| 12. Januar 1981   | Schruns              | Österreich | Abfahrt   |
| 28. Januar 1981   | Megève               | Frankreich | Abfahrt   |
| 19. Dezember 1981 | Saalbach-Hinterglemm | Österreich | Abfahrt   |
| 14. Februar 1982  | Arosa                | Schweiz    | Abfahrt   |
| 7. Dezember 1982  | Val-d’Isère          | Frankreich | Abfahrt   |
| 14. Januar 1983   | Schruns              | Österreich | Abfahrt   |
| 29. Januar 1983   | Les Diablerets       | Schweiz    | Abfahrt   |